# Ch’ŏlgam Toyun
Ch'ŏlgam Toyun (lub Togyun, 도윤/道允; ur. 797, zm. 868) – koreański mistrz sŏn; jego linia przekazu nazywana jest szkołą saja.

## Życiorys
Pochodził z arystokratycznej rodziny w Silli. Urodził się Hanju, w rodzinie Pak. Mnichem został w wieku 18 lat. Prawdopodobnie było to w klasztorze Kwisin, gdzie studiował przez długi czas Sutrę Awatamsakę. Nie był jednak w pełni zadowolony z "Doktryny Doskonałości i Całkowitości" (głównej nauki szkół hwaŏm) i podjął życie wędrownego mnicha, czyli – używając określenia sŏn – "chmura była jego kocem, a strumień poduszką".
W 825 r. udał się do Chin i został uczniem Nanquana Puyuana jednego z największych uczniów mistrza chan Mazu Daoyi. Toyun otrzymał od Nanquana przekaz Dharmy i po jego śmierci powrócił w 847 r. do ojczyzny.
Wybudował mały klasztor Hŭngyŏng w Górach Diamentowych na górze P'ungak. Pozostał tam do końca życia. Cieszył się szacunkiem u króla Kyŏngmuna. Jednak czy jest także budowniczym klasztoru Ssangbong jest niepewne.
Zmarł 8 dnia 4 miesiąca 868 r.
Jego najwybitniejszym uczniem był Chinghyo Chŏljung (826–900), który wybudował klasztor sŏn na górze Saja, tworząc jedną z tzw. dziewięciu górskich szkół sŏn.

## Linia przekazu Dharmy zen
Pierwsza liczba oznacza liczbę pokoleń mistrzów od 1 Patriarchy indyjskiego Mahakaśjapy.
Druga liczba oznacza liczbę pokoleń od 28/1 Bodhidharmy, 28 Patriarchy Indii i 1 Patriarchy Chin.
Trzecia liczba oznacza początek nowej linii przekazu w danym kraju.
- 35/8 Mazu Daoyi (709–788) szkoła hongzhou
  - 36/9 Nanquan Puyuan (748–835)
    - 37/10/1 Ch'ŏlgam Toyun (798–868) szkoła saja – Korea
      - 38/11/2 Chinghyo Chŏljung (826–900)